# سفارة بلجيكا لدى السعودية
سفارة بلجيكا لدى السعودية هي الممثلية الدبلوماسية العليا لدولة بلجيكا لدى المملكة العربية السعودية. تقع السفارة في حي السفارات في الرياض.